# 永明寺 (多治見市)
永明寺（えいめいじ）は、岐阜県多治見市市之倉町にある臨済宗妙心寺派の寺院。山号は鳳凰山。

## 歴史
正保2年(1645年)10月2日、旗本の妻木頼利が菩提寺の崇禅寺四世の物現宗勤を勧請して、現在の多治見市大畑町に開山した。
永明寺の開山については、「濃飛両国通史」・「岐阜県史」とも永保寺三世の果山正位としており、「仏徳語録」の巻末の正的院諸末寺の中にも「多治見永明寺」とある。
「市之倉村誌」には、当寺創立年記取調手続書の写しが載せられ、その中に開山は崇禅寺の物現和尚であると記されている。
「明治五年 寺院明細帳ニ記載シタ創建ノ年度ハ、崇禅寺開山位牌ノ年度ヲ 奉書上候ニ相違無之・・・果山和尚寂滅ノ月ヲ以テ 調出シ候儀・・・御取消被成下度、当寺開山物現和尚 正保二年中開基ノ寺ニ相違無之・・・正保二年ノ創建ニ御引直シ被成下度・・・」
明治13年(1880年)4月に住職・檀家惣代4名・戸長・釜戸村の天猷寺住職の奥書を差し出している。
このことは本寺の崇禅寺が臨済宗妙心寺派になったために以前のことは記さなかったとも推察される。
明治14年4月(1881年)、市之倉村の北広見(現在の多治見市立市之倉小学校)の場所に移転し、明治42年(1909年)に現在地に移転した。